# This Here Is Bobby Timmons
This Here Is Bobby Timmons — дебютний студійний альбом американського джазового піаніста Боббі Тіммонса, випущений у 1960 році лейблом Riverside.

## Опис
Цей альбом на лейблі Riverside став дебютним для піаніста Боббі Тіммонса, який на початку 1960-х став відомим завдяки записам з Артом Блейкі (у складі його гурту написав «Moanin'») і Кеннонболлом Еддерлі (для якого написав «This Here» і «Date Dere»). На своїй першій сесії як соліста Тіммонс (чий фанковий стиль починав набувати популярності) виконує три свої хіта, а також «Joy Ride» і п'ять стандартів у складі тріо з басистом Семом Джонсом і ударником Джиммі Коббом. Тіммонс, який був більше ніж соул-джазовий піаніст (який грає на «Lush Life» без акомпанементу), став досить стереотипним у пізній період кар'єри, однак на ранніх її етапах він перебував на піку свої творчості.

## Список композицій
1. «This Here» (Боббі Тіммонс) — 3:34
2. «Moanin'» (Боббі Тіммонс) — 5:06
3. «Lush Life» (Біллі Стрейгорн) — 4:59
4. «The Party's Over» (Адольф Грін, Бетті Комден, Джул Стайн) — 4:51
5. «Prelude to a Kiss» (Дюк Еллінгтон, Ірвінг Міллс) — 3:22
6. «Dat Dere» (Боббі Тіммонс) — 5:22
7. «My Funny Valentine» (Річард Роджерс, Лоренц Гарт) — 5:06
8. «Come Rain or Come Shine» (Гарольд Арлен, Джонні Мерсер) — 4:30
9. «Joy Ride» (Боббі Тіммонс) — 3:58

## Учасники запису
- Боббі Тіммонс — фортепіано
- Сем Джонс — контрабас (1,2, 4-9)
- Джиммі Кобб — ударні (1,2, 4-9)

Технічний персонал
- Оррін Кіпньюз — продюсер, текст
- Джек Хіггінс — інженер [запис]